# Carol Locatell
Carol Locatell (ur. 13 grudnia 1940, zm. 18 kwietnia 2023) – amerykańska aktorka.
Zadebiutowała na małym ekranie rolą żony w odcinku Polly Wants a Cracked Head popularnego w latach sześćdziesiątych serialu The Flying Nun (1967). Kolejną ważną rolą Carol był występ w klasycznej Bonanzie. Aktorka wystąpiła w trzech różnych rolach w trzech odcinkach tasiemca. W  późniejszych latach siedemdziesiątych i osiemdziesiątych była gwiazdą telewizji. Pojawiła się w wielu mniejszych lub większych rolach na szklanym ekranie, m.in. w serialach M*A*S*H czy Dynastia. Lata dziewięćdziesiąte to dla Locatell pasmo gościnnych występów w najpopularniejszych serialach tv. Zagrała m.in. panią Penn w Siódmym niebie i sędzię Henriettę Fullem w Ally McBeal. W 2005 pojawiła się jako Elsie Korfelt we Wzorze.